# Rái cá sông Bắc Mỹ
Rái cá sông Bắc Mỹ hay rái cá sông phương bắc (danh pháp hai phần: Lontra canadensis) là một loài động vật có vú trong họ Chồn, bộ Ăn thịt. Loài này được Schreber mô tả năm 1777.
Rái cá sông Bắc Mỹ là loài đặc hữu của khu vực lục địa Bắc Mỹ, thường được tìm thấy dọc theo các con sông và bờ biển của khu vực này. Con trưởng thành có thể cân nặng 5,0 và 14 kg (11,0 và 30,9 lb). Chúng được bảo vệ và cách nhiệt bởi lớp lông không thấm nước dày. Chúng chủ yếu ăn cá, ngoài ra chúng cũng có thể ăn nhiều loài thủy sản khác như tôm, cua, một số loài lưỡng cư và bò sát như ếch nhái, rùa... Chúng cũng được ghi nhận là có khả năng bắt và ăn thịt một số loài động vật có vú nhỏ và chim. Hiện tại phạm vi sinh sống của Rái cá sông Bắc Mỹ đã bị thu hẹp đáng kể, bắt đầu từ thời điểm thực dân châu Âu đổ bộ vào Tân lục địa. Trong nhiều thập kỷ liền chúng là đối tượng nhắm đến của một lượng thợ săn đông đảo do tấm da rái cá sông Bắc Mỹ có giá trị kinh tế cao. Ngoài ra chúng cũng là loài rất nhạy cảm với sự ô nhiễm của môi trường, điều thường ảnh hưởng nghiêm trọng đến sức khỏe, thậm chí là dẫn tử vong. Trong những năm gần đây, những nỗ lực bảo tồn được chính phủ các nước trong khu vực áp dụng đang từng bước khôi phục lại sự ổn định về số lượng của loài rái cá này.

## Phân loài
Loài rái cá này đã được mô tả khoa học lần đầu bởi Johann Christian Daniel von Schreber vào năm 1777. Loài này được xác định là một loài rái cá và có một loạt các tên thông thường, bao gồm rái cá sông Bắc Mỹ, rái cá sông phương bắc, rái cá thông thường và tên đơn giản, sông rái cá. Tên ghi chép trong tài liệu phổ biến khác gồm có rái cá Mỹ, rái cá Canada, rái cá đất, rái cá sông gần Bắc Cực, và rái cá Hoàng tử xứ Wales.
Loài rái cá này được phân loại lần đầu trong chi Lutra; Lutra là tên châu Âu đầu tiên. Danh pháp đã là Lutra canadensis. Tên chi tiết canadensis nghĩa là "thuộc về Canada".

### Phân loài
Liệt kê theo ABC
- L. c. canadensis (Schreber, 1777) – (đông Canada, Hoa Kỳ, Newfoundland)
- L. c. enudris – (bắc Nam Mỹ, khắp lưu vực Basin và các sông ở đông Brasil, Argentina, Trinidad)
- L. c. evexa (Goldman, 1935) – (British Columbia, sườn tây Rocky Mountains)
- L. c. kodiacensis (Goldman, 1935) – (quần đảo Kodiak, Alaska)
- L. c. lataxina (Cuvier, 1823) – (USA)
- L. c. mira (Goldman, 1935) – (Alaska, British Columbia)
- L. c. pacifica (J. A. Allen, 1898) – (Alaska, Canada, bắc Hoa Kỳ, phía nam đến trung bộ California, bắc Nevada, và đông bắc Utah)
- L. c. periclyzomae (Elliot, 1905) – (British Columbia)
- L. c. preblei (Goldman, 1935) – (Alberta, Saskatchewan, Manitoba)
- L. c. sonora (Rhoads, 1898) – (Hoa Kỳ, Mexico)

## Mô tả
Rái cá sông Bắc Mỹ là loài có dị hình giới tính, chúng có cơ thể săn chắc với trọng lượng từ 5–14 kg khi trưởng thành, trung bình con đực nặng khoảng 11 kg còn con cái là hơn 8 kg. Chiều dài cơ thể của chúng vào khoảng 66–107 cm với một cái đuôi thon dài chiếm chừng 1/3 tổng chiều dài cơ thể, vào khoảng 30–50 cm Tail lengths range from 30 đến 50 xentimét (12 đến 20 in).. Con đực lớn có thể vượt cân nặng 15 kilôgam (33 lb).. Chân của chúng tương đối ngắn, giữa các ngón chân có màng bơi, phần cổ đầy cơ bắp lớn tương đương phần đầu. Đầu của chúng khá phẳng, mõm rộng, đôi tai tròn, vành tai kín. Mũi của chúng không có lông với phần chóp mũi hình tam giác tù. Đôi mắt của con rái cá khá nhỏ và hướng ra phía trước. Bộ lông của chúng dày và khá ngắn, trung bình chỉ khoảng 24 mm. Lông có độ bóng cao và thay đổi từ màu nâu cho đến màu đen. Phần cổ họng, cằm và dưới môi hơi sáng hơn so với trên cơ thể. Chúng có cả răng nanh sắc nhọn và những chiếc răng hàm khỏe. Chúng khác rái cá thường ở cổ dài hơn, bộ mặt hẹp hơn, khoảng cách nhỏ hơn giữa các tai và đuôi ngắn hơn. Chúng là loài dị hình giới tính. Con đực trung bình lớn hơn 5% so với con cái. Ở Idaho, con đực chưa trưởng thành, một năm tuổi, và con đực trưởng thành trung bình lần lượt lớn hơn 8, 11, và nặng hơn 17%, so với con cái cùng lứa tuổi. Việc giảm kích thước có thể tồn tại từ phía bắc đến phía nam dọc theo bờ biển Thái Bình Dương, nhưng không phải từ đông sang tây.
Rái cá sông Bắc Mỹ rất linh hoạt và nhanh nhẹn cả trên mặt đất lẫn dưới nước. Chúng thường tự đào một cái hang gần mép sông, hồ, đầm lầy và bờ biển, tại những khu vực có địa hình bằng phẳng. Hang của chúng thường có rất nhiều ngóc ngách và cửa ra vào, một số cửa hang ở ngay dưới mép nước cho phép chúng ra vào giữa chỗ trú ẩn với địa điểm kiếm ăn một cách rất kín đáo. Những con rái cá mẹ sinh con ngay trong hang, mỗi lứa sinh thường có từ một đến sáu con non.

## Hình ảnh

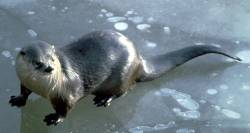
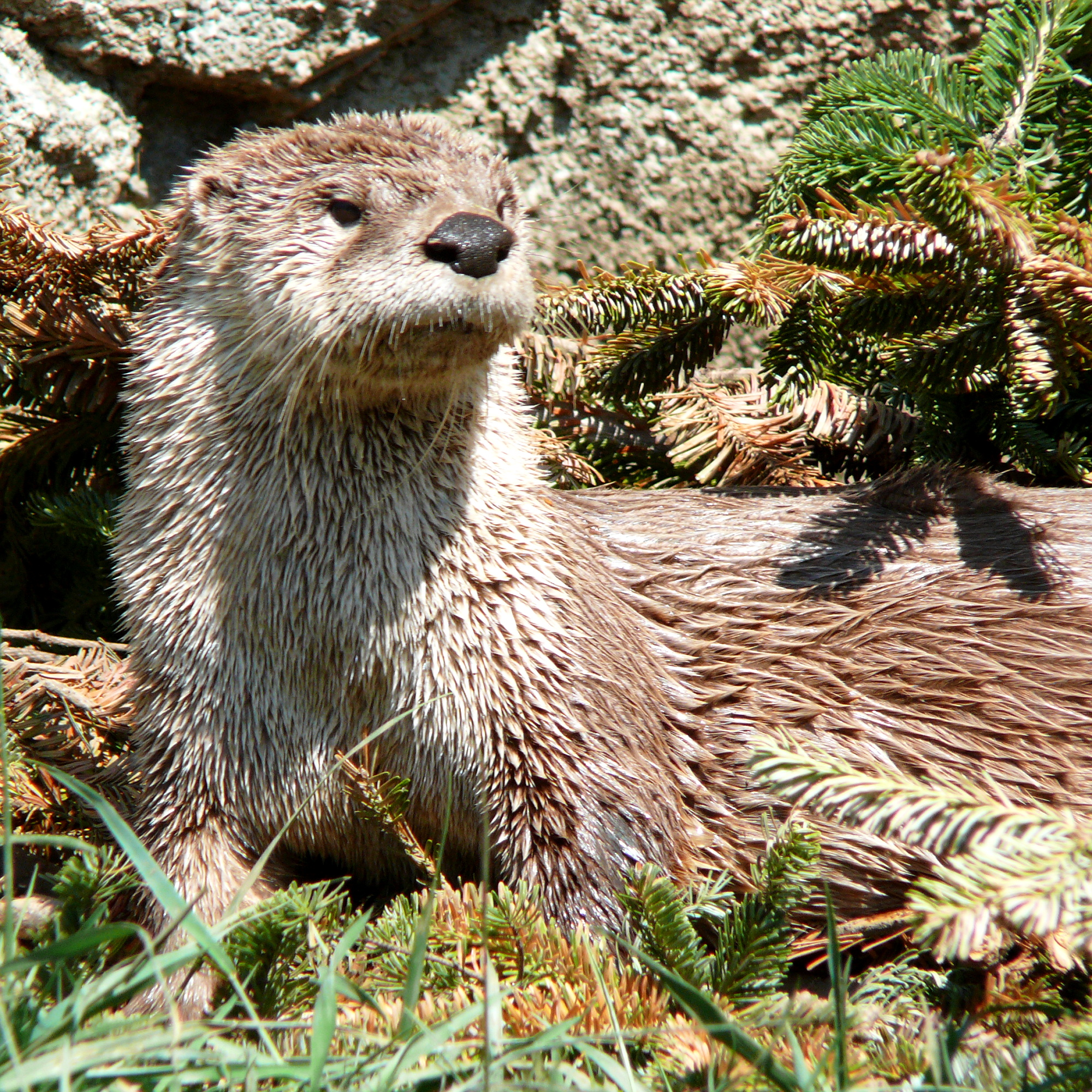
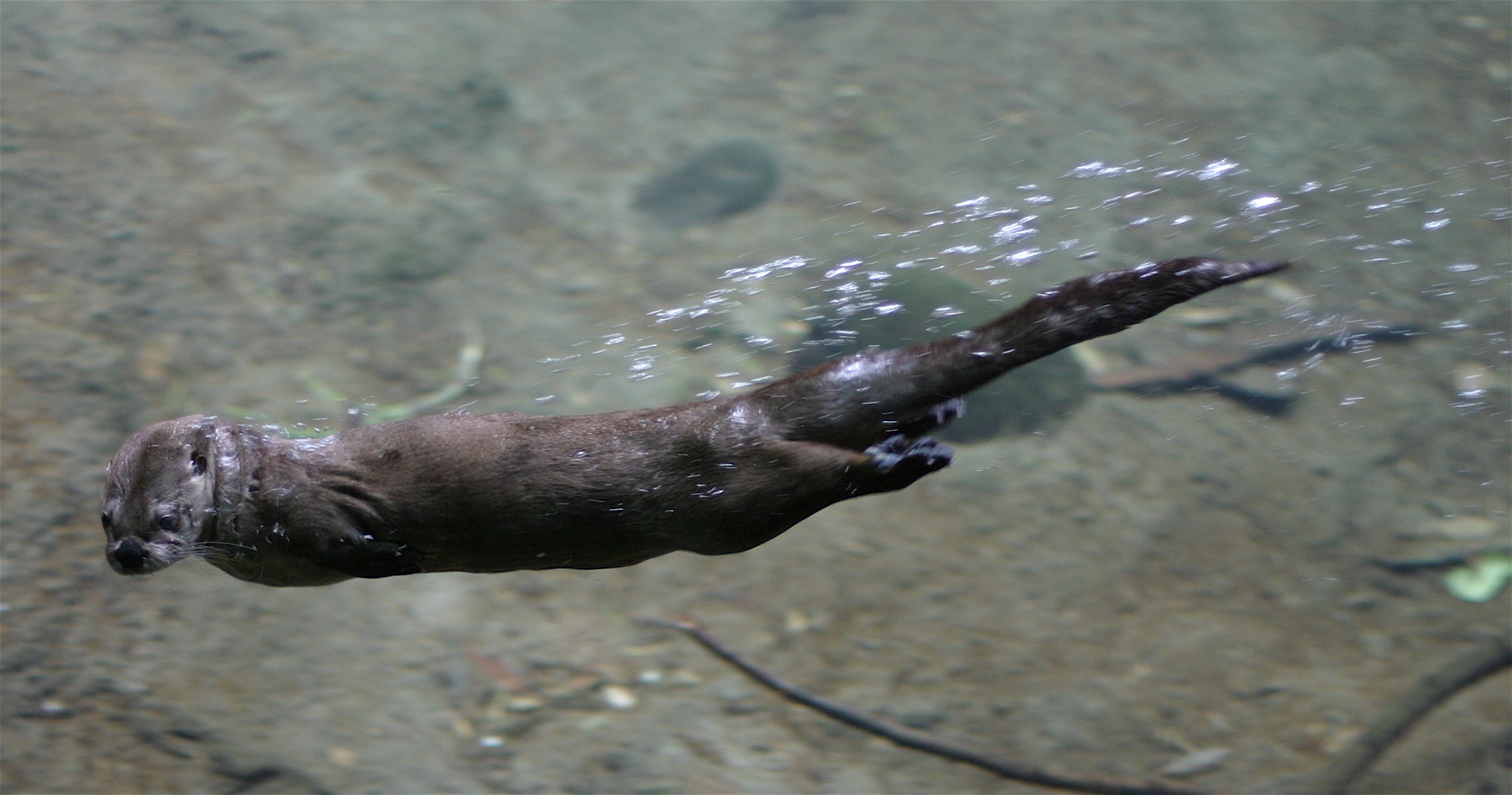
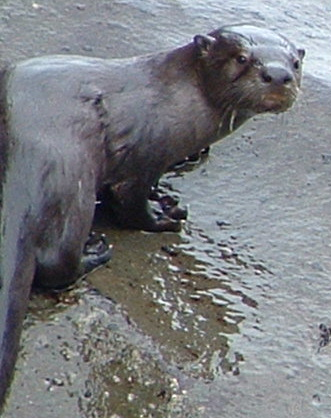